# Cavalier (realista)

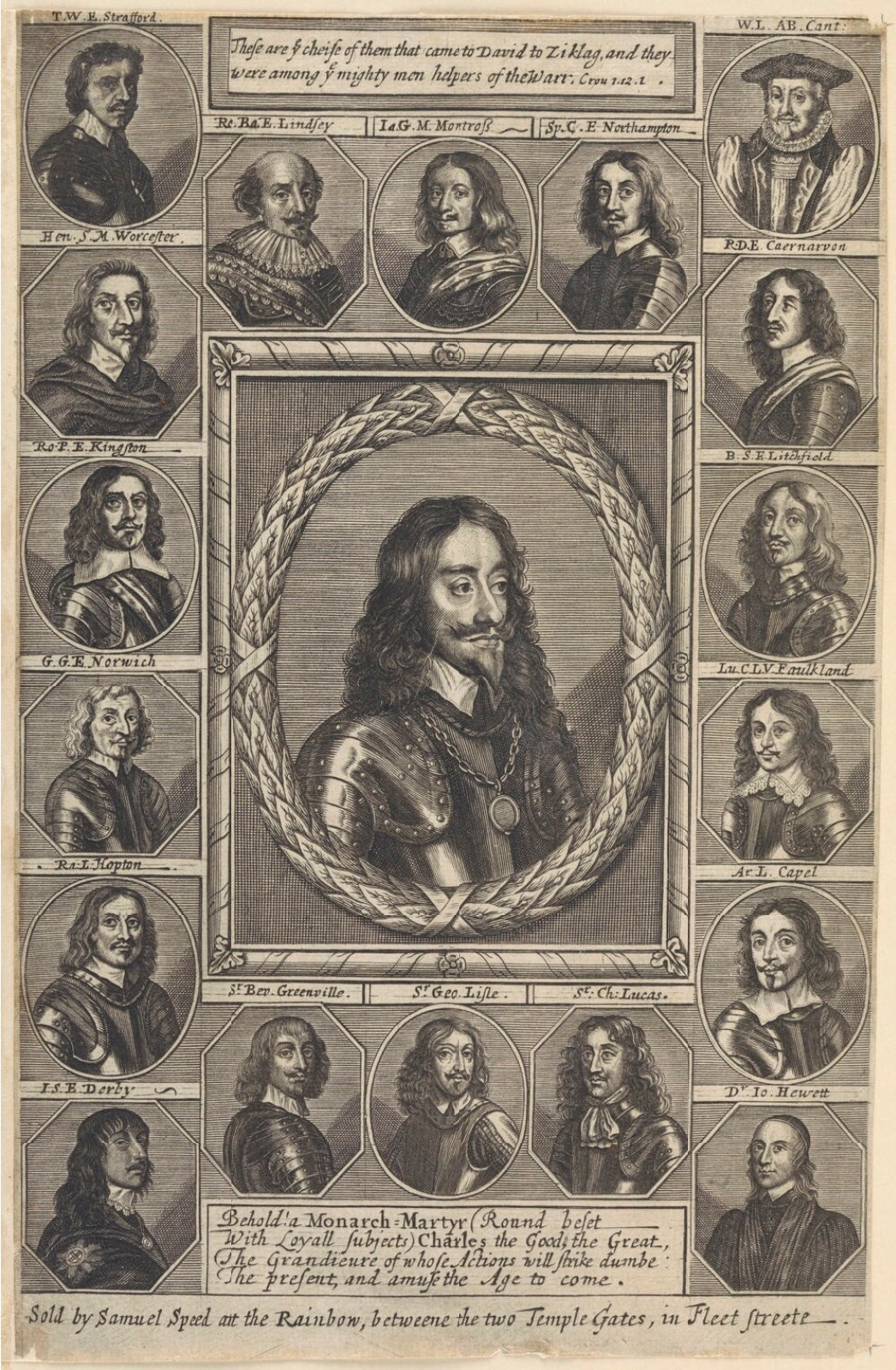
Carlo I e i suoi sostenitori

Cavaliere (in inglese cavalier) fu il nome che venne dato, in opposizione a parlamentarista, ad un seguace di re Carlo I durante la guerra civile inglese (1642–1651). Il principe Rupert del Palatinato, comandante della cavalleria di Carlo I, è spesso considerato un archetipo di Cavaliere.

## Origini
Cavalier deriva dallo spagnolo caballeros, mutuato a sua volta dal volgare latino caballarius (cavaliere). Shakespeare usò il termine cavaleros per definire un fanfarone altezzoso o un gentiluomo spavaldo nel suo dramma Enrico IV, parte II, in particolare dove il giudice di campagna Shallow dice: «Berrò alla salute di messer Bardolph, e di tutti i cavaleros che girano per Londra.»

## Guerra civile inglese

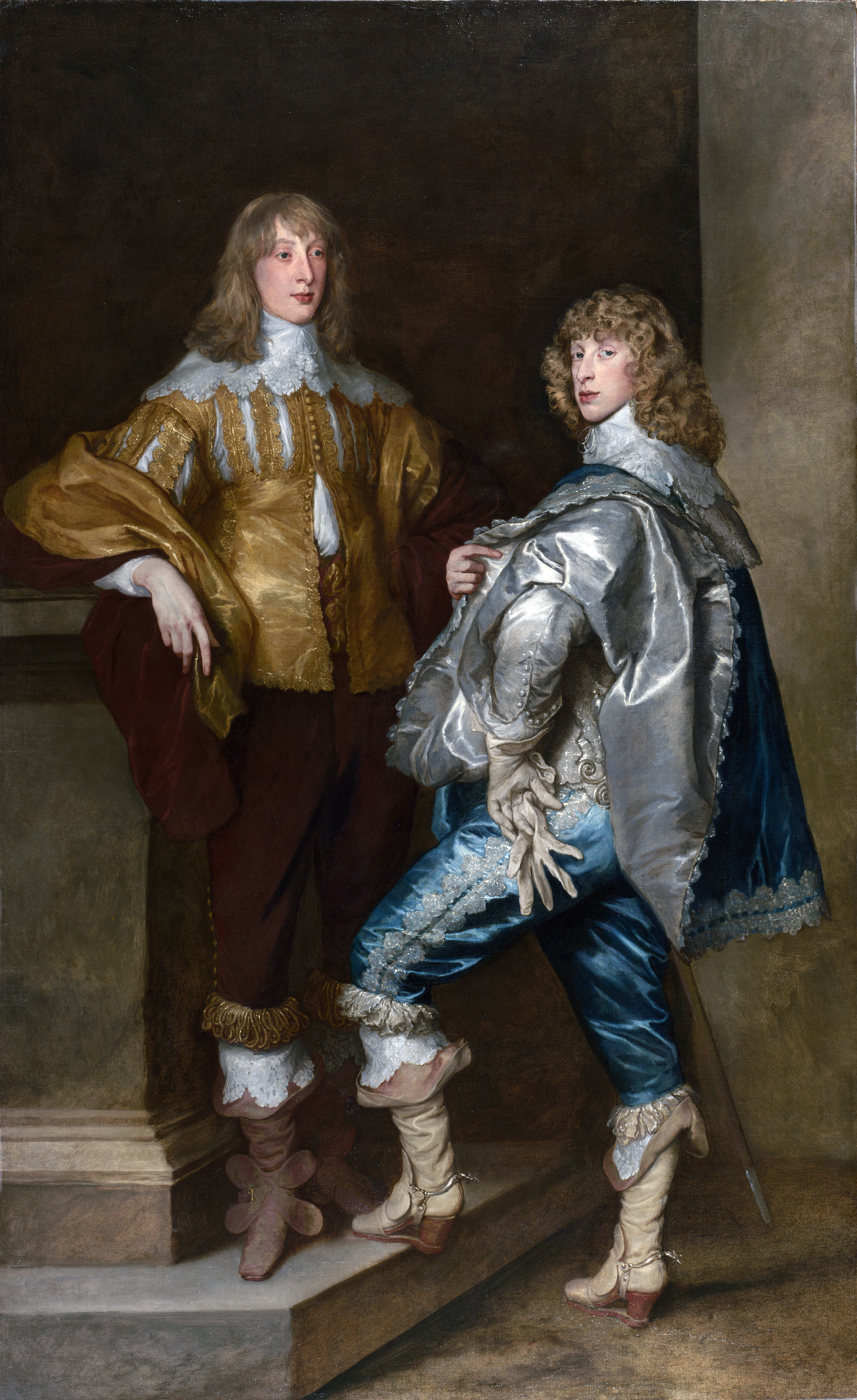
Anthony van Dyck ca.1638, Lord John Stuart e suo fratello Lord Bernard, entrambi caduti combattendo per il Re.

Il termine Cavalier, in Inghilterra, è sinonimo di realista, ovvero seguace di re Carlo I nella sua guerra contro i seguaci del Parlamento detti parlamentaristi, durante la guerra civile inglese. Sulle prime parve un termine spregiativo dato ai seguaci di re Carlo I dai suoi oppositori nell'estate del 1642.
Cavalier, in quel tempo, non era un termine per descrivere il modo di vestirsi, ma per palesare un concetto globale di attitudine sociale e politica. In ogni modo, nella prima metà del XVII secolo il termine divenne sinonimo di eleganza di Corte che prevedeva capelli lunghi, abiti elaborati, realizzati in tessuti preziosi, di colori sgargianti e arricchiti da pizzi e merletti e cappelli con le piume.  Questo contrastava con l'abbigliamento dei più estremi seguaci parlamentaristi che portavano i capelli corti e vestiti molto semplici.
Il termine venne coniato dai parlamentaristi come termine dispregiativo per additare il modo di essere licenziosi, beoni e frivoli.
Daniel Defoe scrisse Memoirs of a Cavalier (in lingua italiana: Memorie di un cavaliere), un romanzo storico di cui era protagonista un seguace di Carlo I.